# مرد وحشی (ترانه کیت بوش)
«مرد وحشی» (به انگلیسی: Wild Man) تک‌آهنگی از هنرمند اهل بریتانیا کیت بوش است که در سال ۲۰۱۱ میلادی منتشر شد. این تک‌آهنگ در آلبوم ۵۰ واژه برای برف قرار داشت.